# Baranów Sandomierski

Logo miasta i gminy

Baranów Sandomierski (jid. ‏‏באַרנעוו‎) – miasto w Polsce, w województwie podkarpackim, w powiecie tarnobrzeskim, siedziba władz gminy miejsko-wiejskiej Baranów Sandomierski. Leży nad Wisłą i Babulówką – prawobrzeżnym dopływem Wisły.
Miasto uzyskało prawo niemieckie od Kazimierza III Wielkiego w 1354 roku. W 1568 roku Baranów kupił kasztelan śremski Rafał Leszczyński. Na przełomie XVI i XVII wieku w mieście zbudowano późnorenesansowy zamek w stylu palazzo in fortezza. W latach 1975–1998 miasto administracyjnie należało do województwa tarnobrzeskiego.
Miejscowa ludność wyznania katolickiego przynależy do parafii Ścięcia św. Jana Chrzciciela w Baranowie Sandomierskim.
Ośrodek turystyczno-krajoznawczy. Przez miasto przebiega droga wojewódzka nr 985 (Tarnobrzeg – Mielec).
Miasto jest położone w makroregionie Kotlina Sandomierska, na pograniczu mezoregionów Nizina Nadwiślańska i Równina Tarnobrzeska.
Historycznie położony jest w Małopolsce, na ziemi sandomierskiej.
Według danych GUS z 1 stycznia 2024 r. miasto liczyło 1395 mieszkańców, będąc 49. najludniejszym miastem w województwie.

## Nazwa
Zdaniem Mirosława Bańko nazwa Baranów pochodzi od nazwiska Baran i oznaczała pierwotnie własność danej osoby. Według części badaczy nazwa miasta pochodzi od hodowli baranów. Wedle miejscowej legendy nazwa Baranów pochodzi od przezwiska dzierżawcy pobliskiej wsi, którego córka Anna ocaliła Mściuga (lub Mszczuja) Jaksę herbu Gryf (ojciec dziewczyny był nazywany baranem, ponieważ nosił często barani kożuch) i w podzięce otrzymała zamek i otaczające go posiadłości. Przez długi czas miasto było nazywane Baranowem, lecz dla rozróżnienia pomiędzy licznymi miastami do nazwy miasta zaczęto dodawać drugi człon. W późnym średniowieczu i wczesnej nowożytności miasto nazywano Baranowem nad Wisłą. W czasie rozbiorów miasto było powszechnie znane jako Baranów Galicyjski (w związku z tym, że znajdowało się w Królestwie Galicji i Lodomerii). Obecna nazwa miasta to Baranów Sandomierski (od leżącego w pobliżu Sandomierza); została ona nadana w dwudziestoleciu międzywojennym.

## Środowisko
Miasto znajduje się w na pograniczu Niziny Nadwiślańskiej i Równiny Tarnobrzeskiej w Kotlinie Sandomierskiej wchodzącej w skład podprowincji Podkarpacie Północne. Krajobraz okolic jest nizinny. Leży nad Wisłą i jej prawym dopływem Babulówką; obie rzeki są obwałowane. Baranów znajduje się na wysokości około 150 m n.p.m. W miejscowości przeważają gleby bielicowe i brunatne, dużo jest też czarnoziemów. W mieście znajduje się część specjalnego obszaru ochrony siedlisk sieci Natura 2000 Tarnobrzeska Dolina Wisły. W miejscowości znajdują się cztery pomniki przyrody – dwa w pobliżu kościoła i dwa w zamkowym parku. Średni czas trwania okresu wegetacyjnego to około 210 dni, a średnia roczna wilgotność wynosi 78%.

## Przynależność administracyjna
Baranów Sandomierski obecnie należy do województwa podkarpackiego, powiatu tarnobrzeskiego i gminy Baranów Sandomierski (której także jest siedzibą).

### Historia
W I RP należał do Korony Polskiej, prowincji małopolskiej oraz województwa i powiatu sandomierskiego. W latach 1772–1918 był częścią Królestwa Galicji i Lodomerii. W latach 1773–1775 w cyrkule Pilzno; miasto było siedzibą okręgu. W latach 1850–1867 w cyrkule rzeszowskim i Bezirk Tarnobrzeg. W latach 1867–1918 należał do powiatu tarnobrzeskiego. W latach 1918–1939 należał do województwa lwowskiego i powiatu tarnobrzeskiego (prawdopodobnie Baranów miał wejść w skład planowanego województwa sandomierskiego), w czasie okupacji niemieckiej do Generalnego Gubernatorstwa (dystrykt krakowski, landkreis Debica) w latach 1945–1975 do województwa rzeszowskiego, zaś w latach 1975–1998 do województwa tarnobrzeskiego.

### Polityka
W skład Rady Miasta i Gminy Baranów Sandomierski wchodzi piętnastu radnych. Mieszkańcy Baranowa Sandomierskiego wybierają radnych do sejmiku wojewódzkiego z okręgu wyborczego nr 3, a posłów do Sejmu RP z okręgu wyborczego nr 23. Senatora wybierają z okręgu wyborczego nr 54, zaś parlamentarzystów do Parlamentu Europejskiego z okręgu wyborczego nr 9.

## Historia

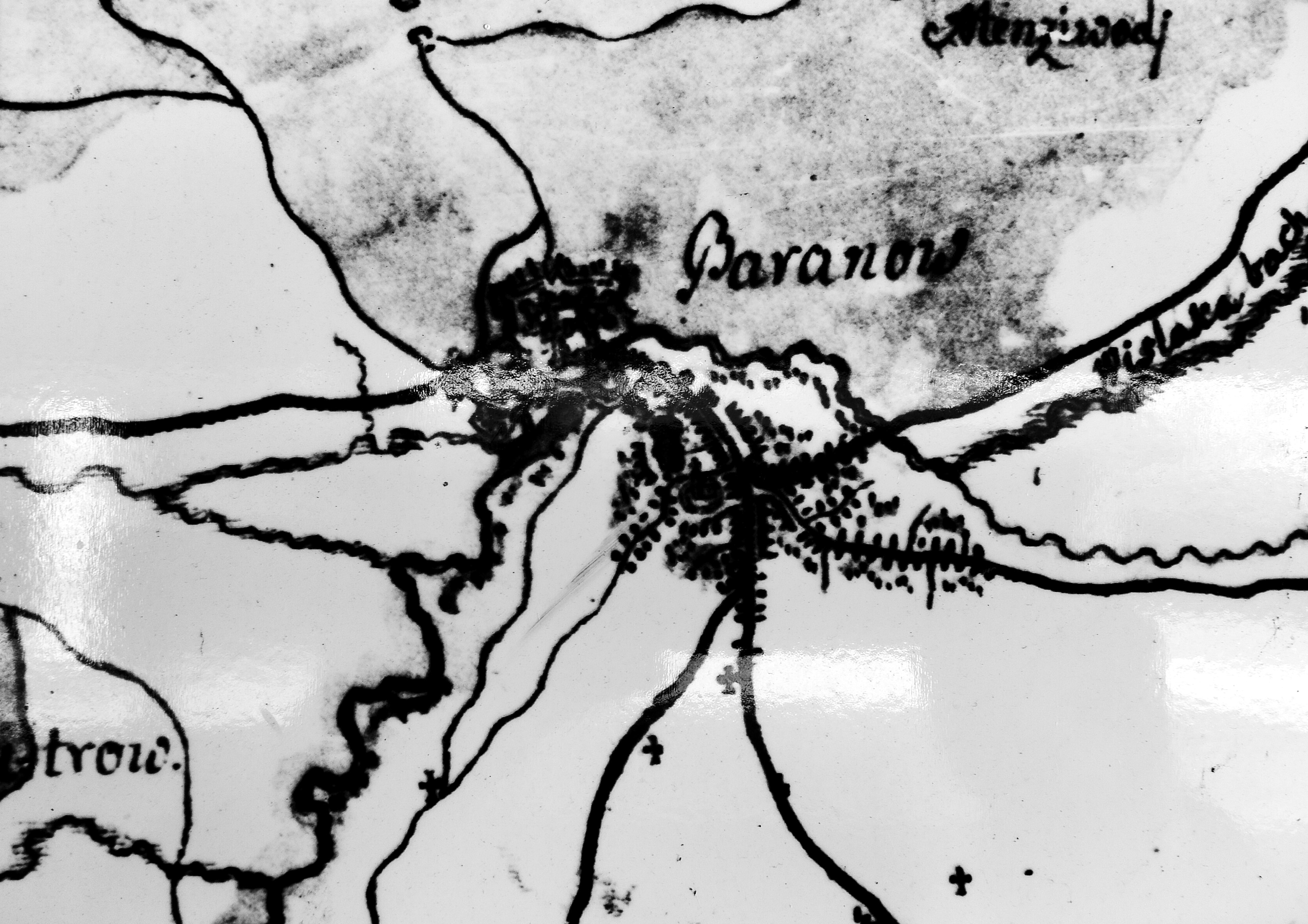
Miasto w 1870

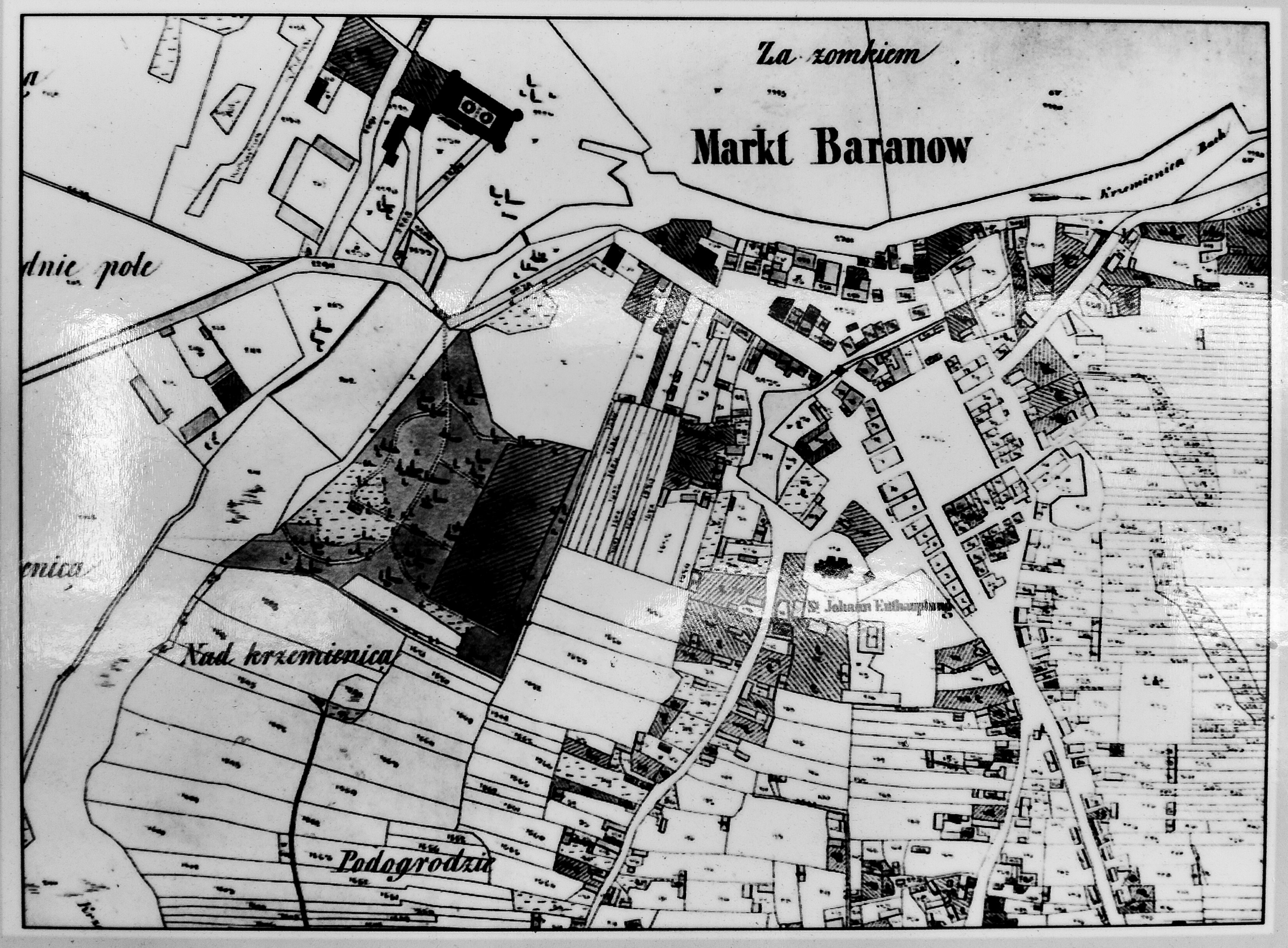
Miasto na mapie katastralnej z 1850

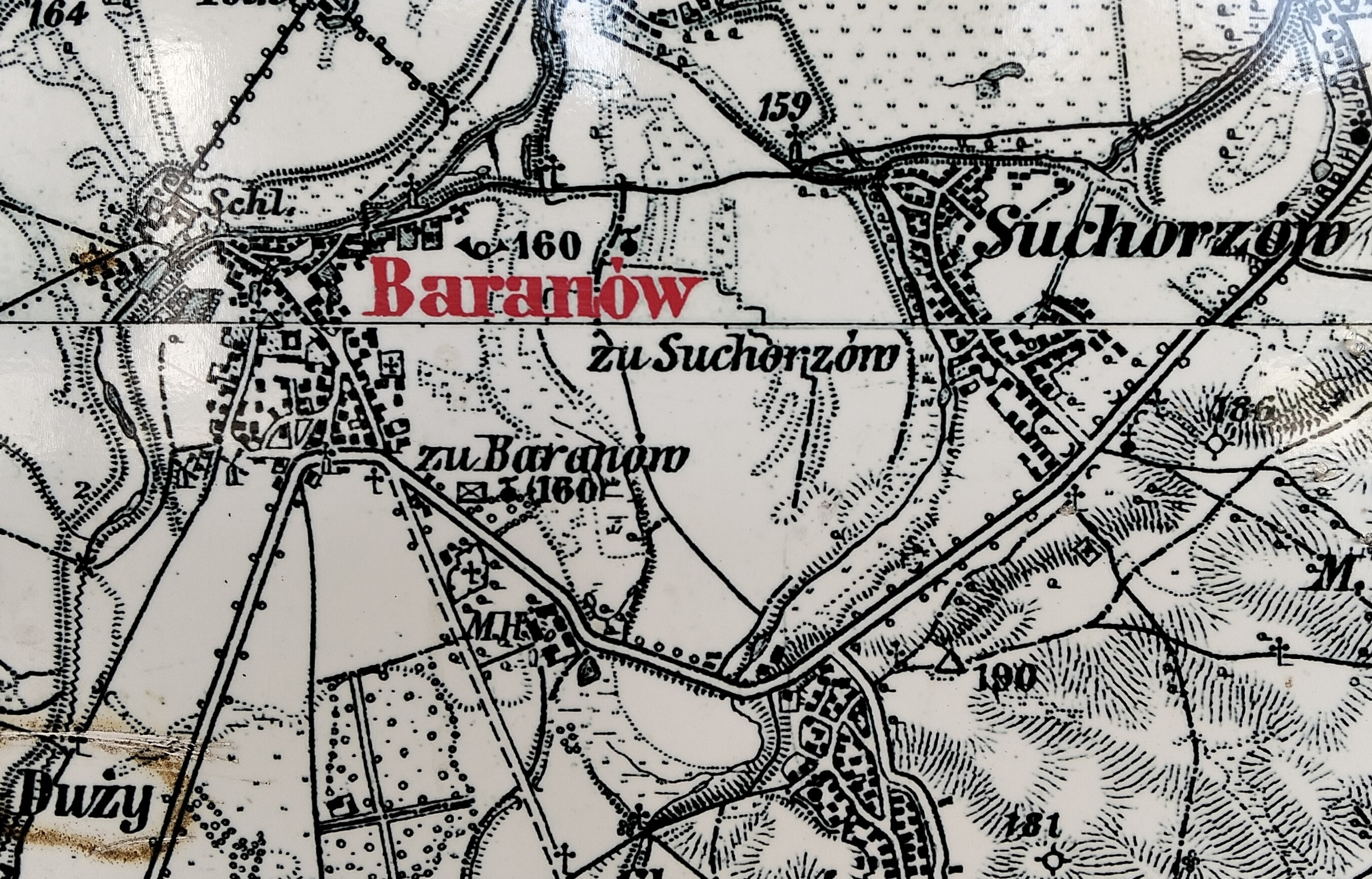
Mapa okolic miasta z 1915

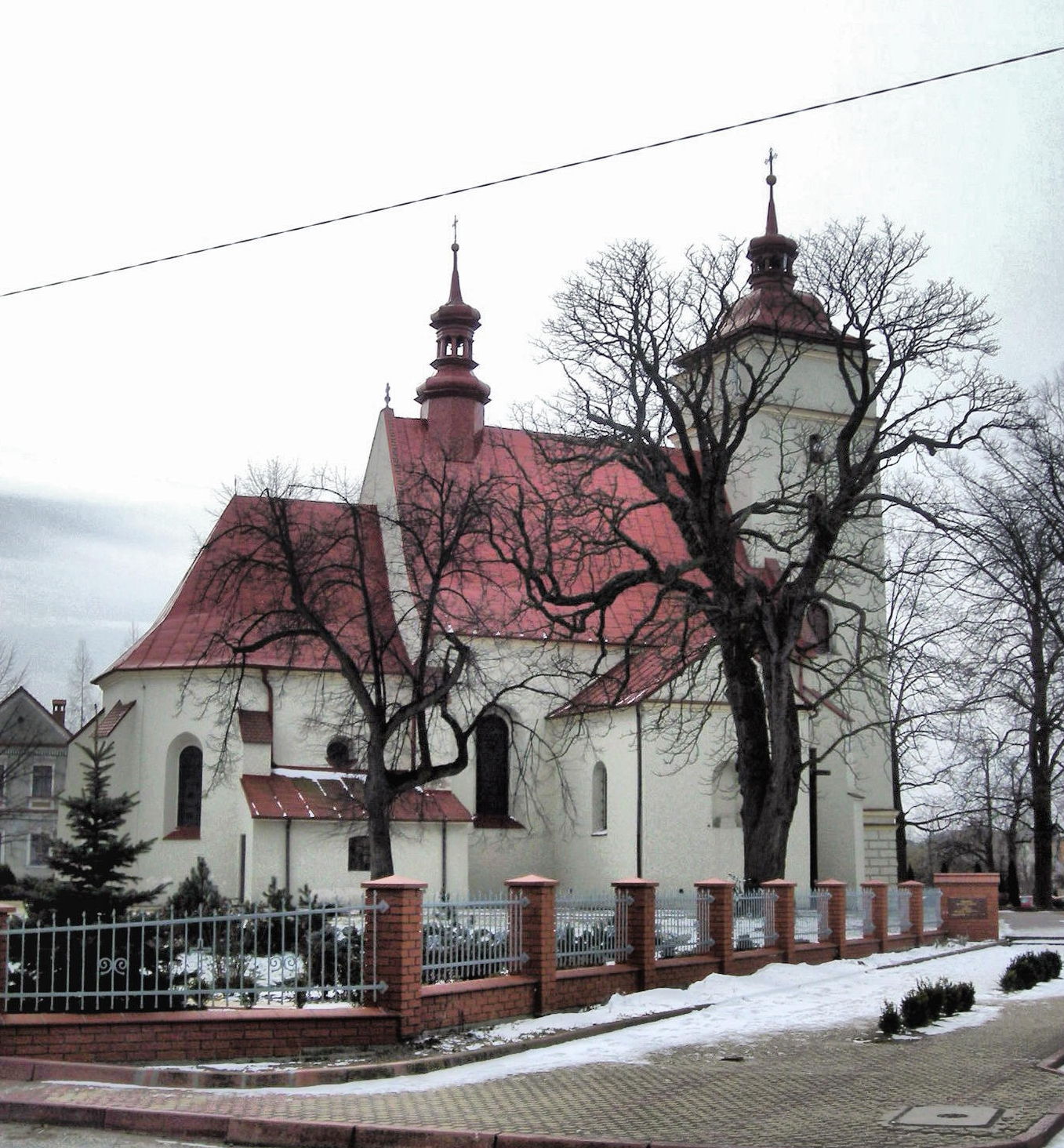
Kościół parafialny Ścięcia św. Jana Chrzciciela, dawny zbór kalwiński

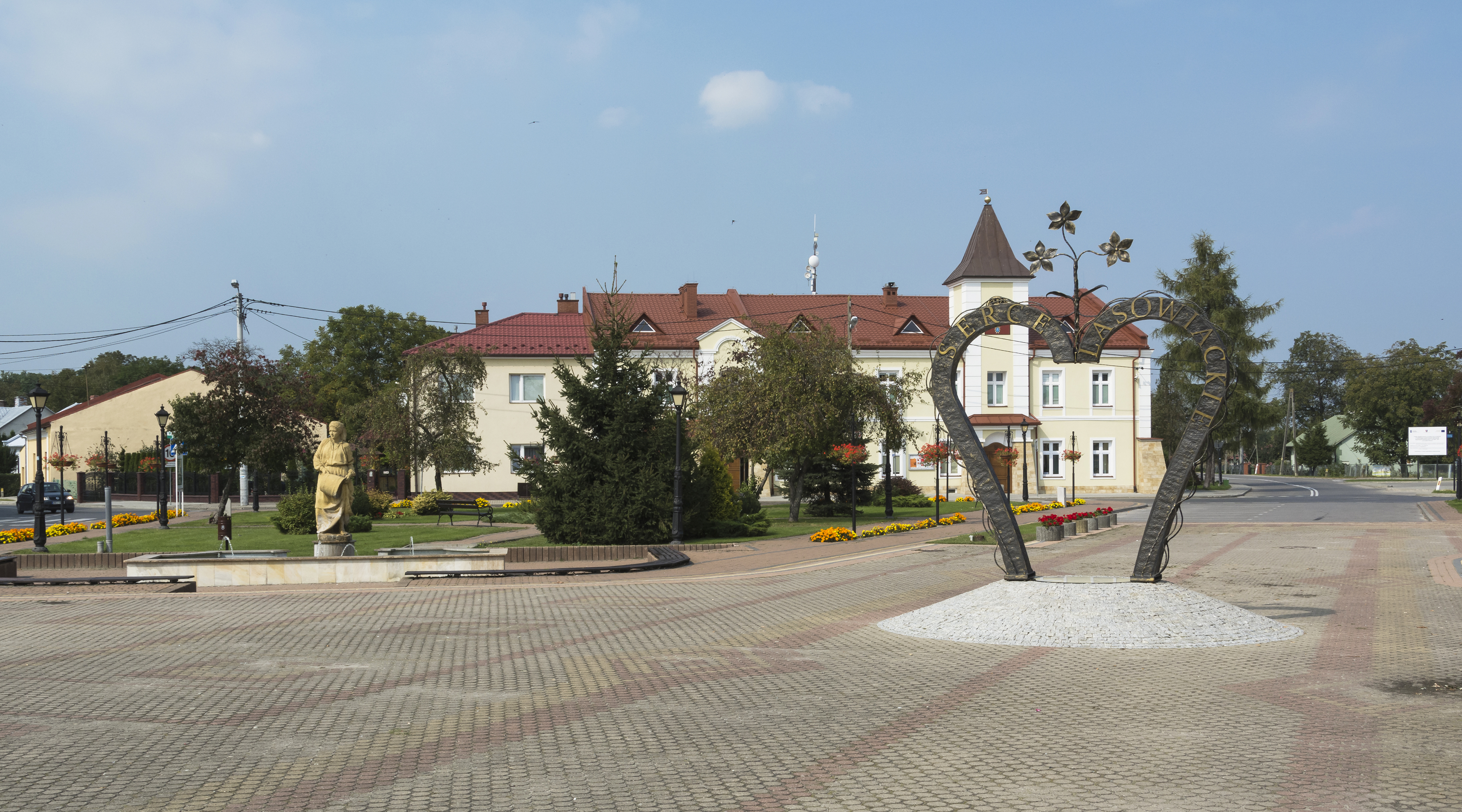
Fontanna (obecnie zlikwidowana) i Serce Lasowiackie na rynku

Pierwsze wzmianki o osadzie pochodzą z 1135 roku. Prawa miejskie Baranów otrzymał w 1354 r. z rąk króla Kazimierza Wielkiego. Sam władca odwiedził go dwukrotnie (pierwszy raz u Pawła z Gozdawitów, drugi raz w 1364 roku u Abrahama z Baranowa). Miasto rozwijało się dzięki handlowi zbożem. W 1376 roku miasto zostało spustoszone w czasie wypraw łupieżczych Kiejstuta Giedyminowicza. Pod koniec XVI wieku w Baranowie Sandomierskim zaczęło rozwijać się rzemiosło, szczególnie sukiennictwo, kuśnierstwo oraz szewstwo. W okresie od XVI wieku do 1655 roku Baranów był jednym z głównych ośrodków kalwinizmu w Małopolsce. W 1628 roku w mieście założono drukarnie, której przełożonym do 1635 roku był Jędrzej Piotrowczyk; ona sama funkcjonowała do 1648 roku. W 1604 roku w Baranowie odbył się protestancki synod, w którym brali udział kalwini oraz bracia czescy. W czasie potopu szwedzkiego w 1656 roku w pobliżu miasta rozegrała się bitwa pomiędzy wojskami szwedzkimi na czele z Karolem Gustawem a wojskami Rzeczypospolitej Obojga Narodów na czele z Janem Sapiehom, wydarzenie to jest wzmiankowane w Potopie. W XVIII wieku Baranów Sandomierski był przez krótki czas siedzibą konfederacji dzikowskiej. W XVIII wieku Baranów jako część latyfundium Lubomirskich specjalizował się w produkcji owsa. W czasie rabacji galicyjskiej w pobliżu Baranowa Sandomierskiego przebiegała lokalna linia dzieląca Galicję na strefę zaangażowaną w rabację i w nią niezaangażowaną, na wschód od Baranowa (w stronę Tarnobrzega) ludność pozostawała spokojna i w większości nie angażowała się w rabację, zaś na zachód od Baranowa (w stronę Mielca) panowały bandy będące zaangażowane w rabacje; część miejscowych chłopów wystąpiła nawet w obronie baranowskiego zamku. Podczas powstania styczniowego nieduża grupa mieszkańców miasta zaciągnęła się do oddziałów pułkownika Jordana. W XIX wieku w Baranowie Sandomierskim czterokrotnie odnotowano wylewy Wisły (w 1813, 1839, 1849 i 1892 roku). Według Słownika geograficznego Królestwa Polskiego i innych krajów słowiańskich w 1880 roku w Baranowie Sandomierskim znajdowały się między innymi: posterunek żandarmerii, apteka, szkoła ludowa (dwuklasowa), gorzelnia i drukarnia. W XIX wieku w mieście funkcjonowała szkoła żydowska. 24 sierpnia 1898 roku w Baranowie Sandomierskim wybuchł pożar, w jego skutek spłonęła większa część rynku zamieszkiwanego przez żydów. Baranów Sandomierski przestał być miastem na okres trzydziestu ośmiu lat od 1896 r. do 1934 r. Od 1840 r. w Baranowie urząd rabina sprawowali przedstawiciele baranowskiej dynastii chasydów założonej przez Israela Horowica, syna Eliezera Horowica i wnuka Natfaliego z Ropczyc. W czasie I wojny światowej w mieście funkcjonowały struktury Polskiej Organizacji Wojskowej.
W 1918 roku w czasie wiecu w Baranowie Sandomierskim aresztowany został Eugeniusz Okoń, współorganizator Republiki Tarnobrzeskiej. W 1918 roku miasto zamieszkiwało około dwóch tysięcy mieszkańców, z czego dziewięćset osób stanowili żydzi. W czasie dwudziestolecia międzywojennego na terenie miasta funkcjonowały różne organizacje syjonistyczne, działali m.in. syjoniści rewizjonistyczni i przedstawiciele organizacji Mizrahi. W 1929 roku Baranów Sandomierski odwiedził prezydent Ignacy Mościcki. Przed II wojną światową Rada Miasta nadała honorowe obywatelstwo: Eugeniuszowi Kwiatkowskiemu, Ignacemu Mościckiemu, Felicjanowi Sławojowi Składkowskiemu i marszałkowi Edwardowi Rydzowi-Śmigłemu. W 1933 roku Ministerstwo Spraw Wewnętrznych zatwierdziło herb miasta. Wybuch II wojny światowej pokrzyżował plany budowy wytwórni płyt budowlanych w Baranowie Sandomierskim w ramach Centralnego Okręgu Przemysłowego. W dwudziestoleciu międzywojennym w mieście znajdował się budynek Towarzystwa Sokół i działał Związek Strzelecki.
11 września 1939 roku 23 Batalion Saperów postawił w ciągu 9 godzin most przez Wisłę o długości 345 m, a w ciągu 6,5 godziny naprawił dla potrzeb piechoty znajdujący się obok most zbudowany latem 1939 roku, który wysadzono przedwcześnie w obawie przed zbliżającymi się wojskami niemieckimi. Niezwłocznie po zakończeniu prac przez obydwa mosty przeprawiły się główne siły Armii „Kraków”.
W czerwcu 1942 Niemcy utworzyli w Baranowie getto dla ludności żydowskiej. Przebywało w nim ponad 2 tys. osób z Baranowa, Tarnobrzega i okolicznych miejscowości. W lipcu tego samego roku getto zostało zlikwidowane. Mieszkańców przesiedlono do getta w Dębicy, a 60 osób rozstrzelano.
W czasie okupacji na zamku mieścił się niemiecki Zarząd Powierniczy.
W lipcu 1944 roku wojska radzieckie sforsowały Wisłę i utworzyły na jej lewym brzegu tzw. przyczółek baranowsko-sandomierski. Duża część miasta (ponad 150 domów) została zniszczona wskutek niemieckich nalotów. W czasie II wojny światowej w Baranowie gościli żołnierze z Batalionów Chłopskich i z oddziału Jędrusie.
30 lipca 1944 roku do miasta wkroczyły oddziały 13 Armii I Frontu Ukraińskiego. Po wojnie, w 1946 roku na rynku wzniesiono Pomnik Wdzięczności Armii Czerwonej ku czci poległych w walkach o wyzwolenie miasta spod okupacji hitlerowskiej żołnierzy radzieckich z I Frontu Ukraińskiego. Pomnik został jednak zburzony, a w innym miejscu na rynku wzniesiony został pomnik z tablicą pamiątkową z brązu, przedstawiający orła piastowskiego z rozpostartymi skrzydłami, mający przypominać o nadaniu praw miejskich przez Kazimierza Wielkiego. Wokół pomnika powstały dwa maszty flagowe.
Po wojnie przeprowadzono reformę rolną, w wyniku której zamek i ziemia zostały przejęte przez Skarb Państwa. Wkrótce nastąpiła elektryfikacja miejscowości, pod koniec XX wieku nastąpiła również gazyfikacja, telefonizacja i budowa wodociągów w mieście. W 2021 roku w mieście otwarto Muzeum Teatru Polskiego Radia.

## Demografia
Wykres liczby ludności miasta na przestrzeni lat:
Według spisu powszechnego z 1921 roku miasto zamieszkiwało 1060 osób narodowości polskiej, 731 narodowości żydowskiej i 3 narodowości rusińskiej.
Piramida wieku mieszkańców Baranowa Sandomierskiego w 2014 roku.

## Struktura zatrudnienia
Według danych Głównego Urzędu Statystycznego z dnia 31 grudnia 2021 roku struktura zatrudnienia w Baranowie Sandomierskim przedstawia się następująco:
- Rolnictwo (rolnictwo, leśnictwo, łowiectwo i rybactwo) – 43,6%
- Przemysł i budownictwo – 34,8%
- Usługi (handel, naprawa pojazdów, transport, zakwaterowanie i gastronomia, informacja i komunikacja) – 7,9%
- Finanse (działalność finansowa i ubezpieczeniowa, obsługa rynku nieruchomości) – 0,5%

## Zabytki

### Zamek

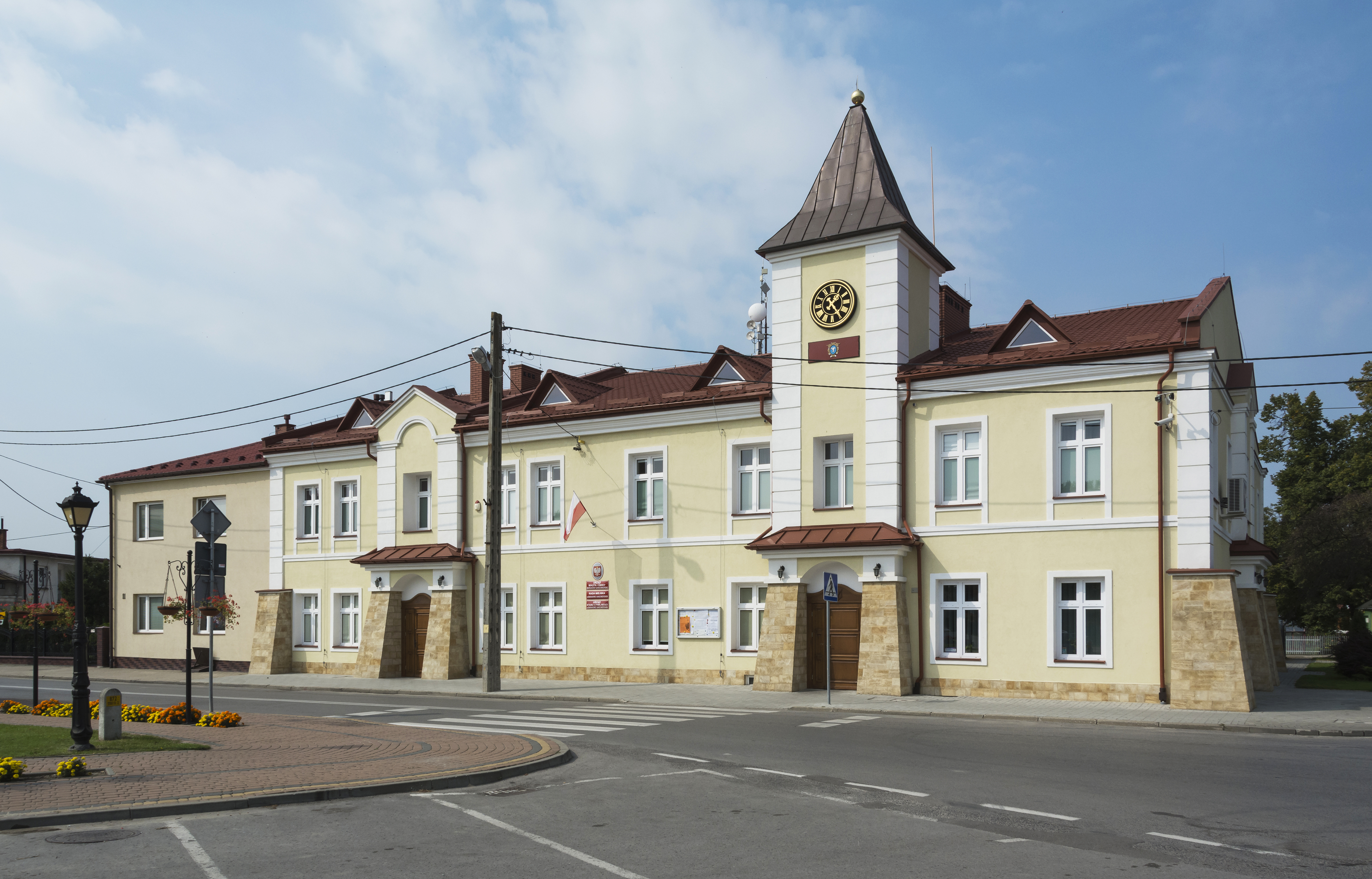
Ratusz w Baranowie Sandomierskim

W Baranowie Sandomierskim znajduje się późnorenesansowy zamek, ze względu na podobieństwa zwany Małym Wawelem. Siedziba rodu Leszczyńskich została zbudowana według projektu Santi Gucciego w latach 1591–1606. Zbudowany został na fundamentach istniejącej tu wcześniej twierdzy.
Część pomieszczeń jest udostępniona zwiedzającym. Przed przejęciem zamku przez Agencję Rozwoju Przemysłu S.A. w Warszawie w 1997 roku nie było możliwe zwiedzanie komnat zamkowych. W piwnicach znajduje się stała ekspozycja muzealna. Podziwiać można największe w Europie czółno wydłubane z pnia drzewa, wystawę fotografii oraz wystawę porcelany. W podziemiach znajduje się również zbrojownia rycerska. Istnieje możliwość wynajęcia restauracji zamkowej oraz części sal na imprezy okolicznościowe (sympozja, wesela, a nawet śluby). Hotel mieści się w miejscu dawnych stajni.
Zamkowy dziedziniec jest otoczony dwukondygnacyjnymi krużgankami. Na kolumnach krużganków znajdują się maszkarony. Na frontowej elewacji znajduje się attyka. W zamku znajduje się wiele polichromii przedstawiających herby szlacheckie. Z pierwszego piętra na dziedziniec prowadzą schody wachlarzowe; dwa biegi klatki schodowej, łącząc się, tworzą loggię.
Zamek otoczony jest 16-hektarowym obszarem parkowym. Za zamkiem ogród w stylu angielskim, po lewej od głównego wejścia ogród w stylu włoskim i w stylu francuskim. W zamkowych ogrodach znajdują się dwa pomniki przyrody – klon zwyczajny zasadzony w 1901 roku lat i tulipanowiec amerykański zasadzony w 1897 roku. W parku znajduje się oranżeria z zapleczem gastronomicznym, w której udostępniane są wystawy czasowe.

### Kościół
Późnorenesansowy kościół pw. Ścięcia św. Jana Chrzciciela z lat 1604–1607 wzniesiony na miejscu dawnego drewnianego kościoła. Pierwotnie wybudowano go jako zbór kalwiński; kalwinistom służył do 1655 roku. Kościół został rozbudowany w XIX wieku. We wnętrzu kościoła znajdują się polichromie w stylu secesyjnym, zabytkowe obrazy i ołtarze oraz późnobarokowe rzeźby świętych. W dzwonnicy znajdują się trzy dzwony, pochodzą one z 1608, 1696 i 1946 roku.

### Kaplica Dolańskich na cmentarzu parafialnym
Na cmentarzu parafialnym znajduje się zabytkowa i neoklasycystyczna kaplica Dolańskich (właścicieli zamku w Baranowie Sandomierskim do czasu zakończenia II wojny światowej) zbudowana według projektu Tadeusza Stryjeńskiego w roku 1931. W tympanonie, nad wejściem widniej herb Dolańskich – Korab Kaplica składa się z właściwego grobowca znajdującego się pod ziemią i części górnej. W pobliżu kaplicy na cmentarzu parafialnym znajdują się zbiorowe mogiły żołnierzy walczących w I wojnie światowej oraz w II wojnie światowej.

### Układ urbanistyczno-krajobrazowy miasta
Stanowi przykład rozplanowania typowego średniowiecznego miasta. Układ jest oparty na planie szachownicowym, jego centrum jest prostokątny plac rynkowy dawniej otoczony głównie parterowymi drewnianymi domami. Na tyłach tej zabudowy znajdowały się ulice zatylne. Na rynku handlowano w czasie cotygodniowych targów i jarmarków organizowanych 1 listopada. W południowo-zachodniej części miasta znajduje się kościół pw. Ścięcia św. Jana Chrzciciela. Układ urbanistyczny został zaplanowany w czasie panowania króla Kazimierza Wielkiego.

## Turystyka

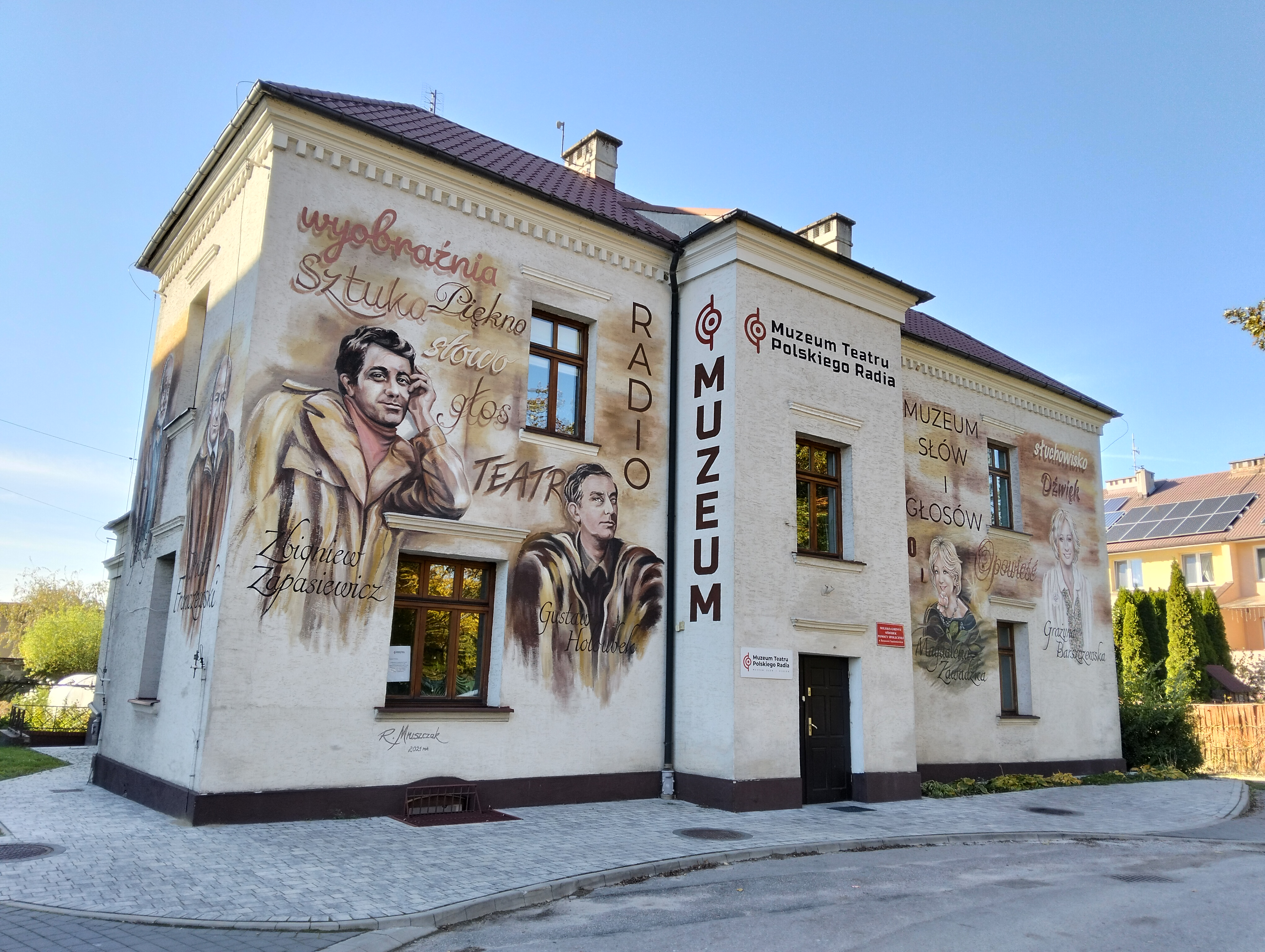
Muzeum Teatru Polskiego Radia

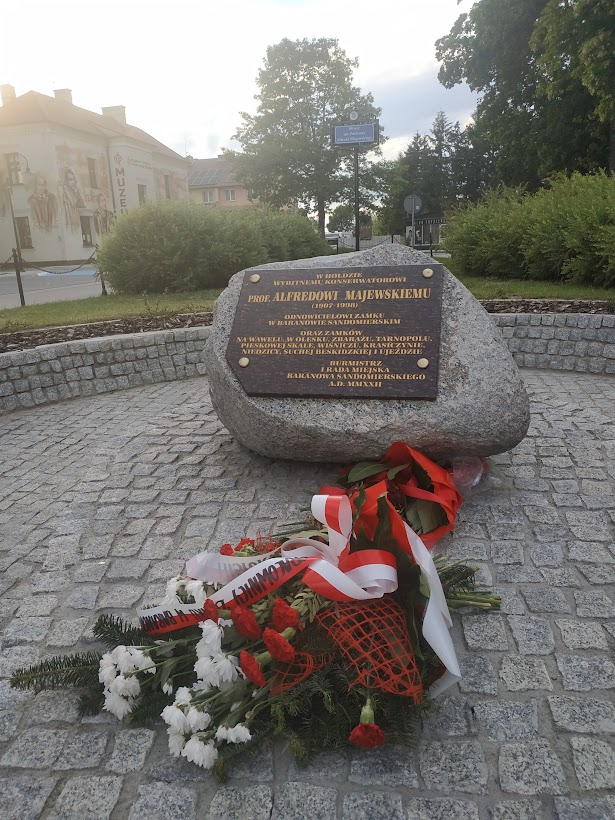
Skwer im. prof. Alfreda Majewskiego

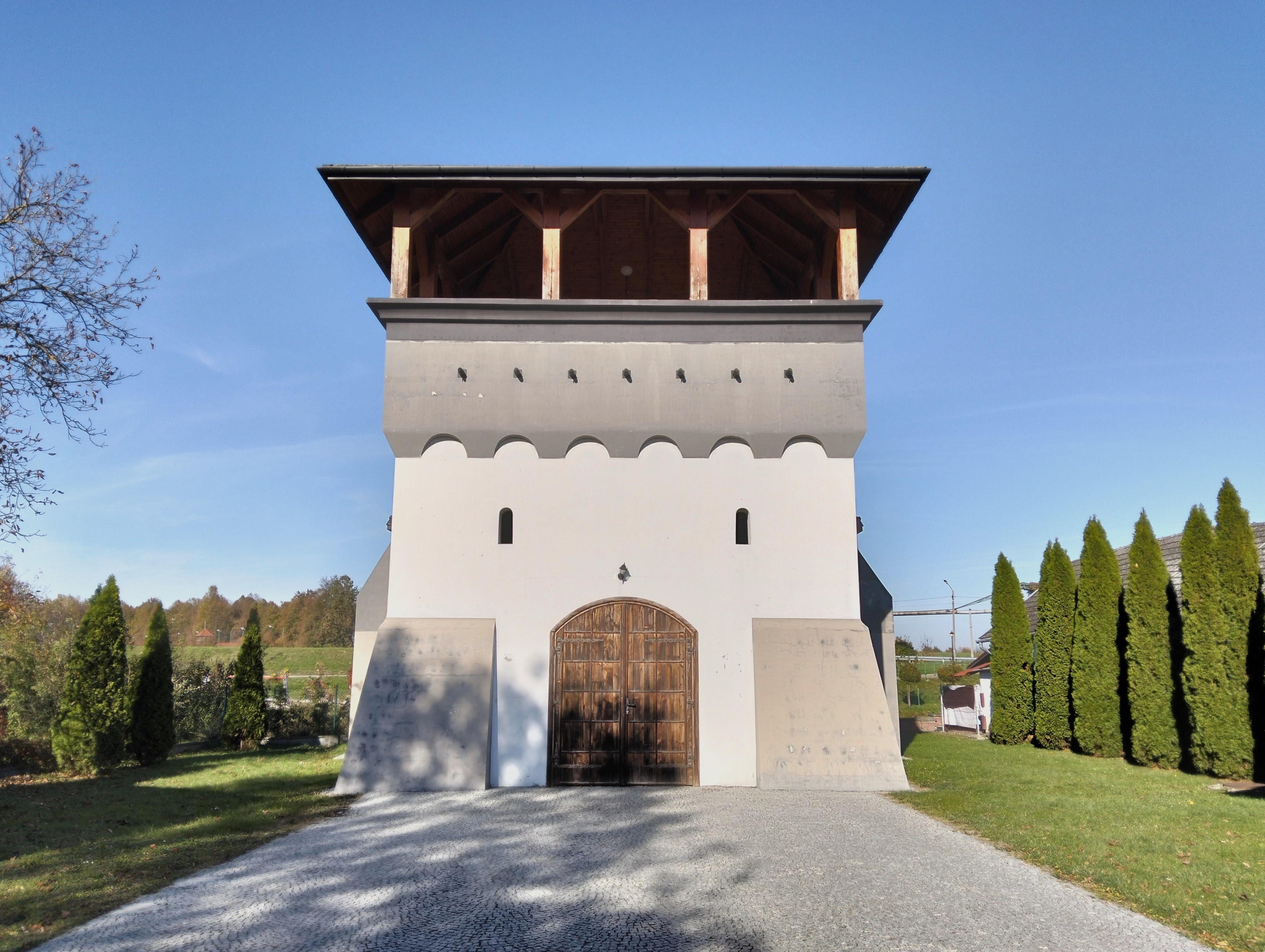
Wieża widokowa przy ul. Wenecja

Przez Baranów Sandomierski przechodzi zielony szlak turystyczny Sandomierz – Majdan Królewski.
W mieście znajdują się między innymi:
- Rynek z Sercem Lasowiackim[59].
- Trzy stawy oraz wieża widokowa[60].
- Rzeki Wisła oraz Babulówka.
- Zabytkowa Kapliczka z 1900 roku ufundowana przez Jana i Marię Szarama przy ulicy Mickiewicza[61].
- Zabytkowa figura św. Jana Nepomucena z 1753 roku przy ulicy Mickiewicza[53].
- Muzeum Teatru Polskiego Radia – Muzeum Słów i Głosów przy ulicy Zamkowej[62]
- Figura Jezusa Frasobliwego przy ulicy Fabrycznej[53].
- Skwer im. prof. Alfreda Majewskiego[63][64]

## Edukacja i kultura
Ludność okolic Baranowa jest zaliczana do grupy etnograficznej Lasowiaków, w związku z czym widoczny jest wpływ kultury i gwary lasowiackiej na miejscową kulturę. W mieście działa Zespół Obrzędowy Lasowiaczki. W mieście odbywa się Ogólnopolski Festiwal Folklorystycznej Twórczości Dziecięcej „Dziecko w Folklorze”.
W Muzeum Teatru Polskiego Radia znajdują się studia nagraniowe, w których można nagrywać słuchowiska.
W Baranowie Sandomierskim znajdują się między innymi:
- Szkoła wybudowana w 1912 roku, wliczająca się do Zespołu Szkół i Placówek w Baranowie Sandomierskim[69], znajdująca się przy ulicy Kościuszki. Szkoła nosi imię ks. Jana Twardowskiego[70].
- Miejsko-Gminny Ośrodek Kultury[71], który znajduje się przy ulicy Fabrycznej. Ośrodek wydaje gminną gazetę – „Kwartalnik Gminy Baranów Sandomierski”[72]. W ośrodku spotykają się członkowie Uniwersytetu Trzeciego Wieku w Baranowie Sandomierskim[73].

## Sport
W mieście działa Gminna Akademia Sportu Baranów Sandomierski; działające sekcje sportowe:
- piłka nożna
- kajakarstwo
- lekkoatletyka

Przez miasto przebiegały trasy Wyścigu Solidarności i Olimpijczyków (w 2022 i 2019, w 2019 w Baranowie Sandomierskim znajdowała się lotna premia) oraz Karpackiego Wyścigu Kurierów dla Amatorów (w roku 2021 i 2022 w Baranowie Sandomierskim znajdowały się start i meta wyścigu). W mieście istniał seniorski klub piłkarski Wisła Baranów Sandomierski. Przy ulicy Mickiewicza znajduje się stadion lekkoatletyczno-piłkarski.

## Bezpieczeństwo i zdrowie
W mieście usytuowany jest Niepubliczny Zakład Opieki Zdrowotnej znajdujący się przy ulicy Zamkowej, posterunek Policji znajdujący się przy ulicy Fabrycznej oraz remiza Ochotniczej Straży Pożarnej znajdującej się przy ulicy Kilińskiego. Pierwszy oddział straży pożarnej na terenie Baranowa Sandomierskiego powstał w 1858 roku. Początkowo na jego wyposażeniu znajdowała się przenośna sikawka ręczna; w 1929 roku straż otrzymała motopompę, zaś w 1937 roku samochód strażacki. W czasie II wojny światowej samochody straży zostały skonfiskowane, a ona sama działała w konspiracji.

## Osoby związane z Baranowem Sandomierskim

### Zasłużeni dla Miasta i Gminy Baranów Sandomierski
- Wiesław Gucwa
- Anna Rzeszut
- Zespół Obrzędowy „Lasowiaczki”
- Ochotnicza Straż Pożarna w Skopaniu
- Edmund Janas
- Eugeniusz Durda
- Zespół Pieśni i Tańca „Skopanie”
- Ochotnicza Straż Pożarna w Baranowie Sandomierskim
- Mirosław Pluta
- Fabryka Firanek „Wisan” w Skopaniu
- Klub Sportowy Wisan Skopanie
- Kazimiera Kwiatkowska
- Ochotnicza Straż Pożarna w Woli Baranowskiej
- Ochotnicza Straż Pożarna w Dymitrowie Małym[84]

### Znani ludzie związani z Baranowem Sandomierskim
- Jakub Fischer
- Maria Kozłowa
- Lidia Jackiewicz-Kozanecka
- Franciszek Krempa
- Leon Krauss
- Mirosław Pluta
- Roman Ślęzak
- Maksymilian Więcek
- Zofia Gąska
- Tadeusz Wolfenburg
- Alfred Daun
- Józef Raczyński
- Kazimierz Aleksander Krauss
- Ludwik Krępa – urodzony w Baranowie Sandomierskim[85], uhonorowany przez instytut Jad Waszem medalem Sprawiedliwy wśród Narodów Świata[86].
- Jakub z Baranowa – żyjący w XV wieku podstoli sandomierski, sygnatariusz pokoju w Brześciu Kujawskim[87] i konfederacji Zbigniewa Oleśnieckiego[88].
- Abraham z Baranowa – żyjący w XIV wieku starosta lwowski[89] i kasztelan lubelski[90].
- Stanisław Bąkowski(inne języki) – urodzony w Baranowie Sandomierskim w 1889 roku, polski poeta i członek Związku Literatów Polskich[91]
- Abraham Low(inne języki) – urodzony w Baranowie Sandomierskim w 1891 roku, amerykańsko-żydowski neuropsychiatra, założyciel organizacji Recovery International[92]
- David Schnur(inne języki) – urodzony w Baranowie Sandomierskim w 1882 roku, austriacki przedsiębiorca tytoniowy, współpracownik firmy Reemtsma[93]
- Israel Horowic i inni przedstawiciele chasydów baranowskich(inne języki)[32]

## Ulice
Poniżej w tabeli umieszczone są ulice znajdujące się w mieście Baranów Sandomierski, z aktualnie przypisanym im numerem zgodnym z TERYT z katalogu ULIC. W ramach dekomunizacji ulicę Karola Świerczewskiego przemianowano na ulicę Leopolda Okulickiego, zaś ulicę Janka Krasickiego przemianowano na ulicę bp. Ignacego Krasickiego.
| Symbol ulicy | Nazwa ulicy                  | Symbol ulicy | Nazwa ulicy                   | Symbol ulicy | Nazwa ulicy         |
| ------------ | ---------------------------- | ------------ | ----------------------------- | ------------ | ------------------- |
| 03667        | ul. Jarosława Dąbrowskiego   | 10634        | ul. gen. Mariana Langiewicza  | 16894        | ul. Podzamcze       |
| 04863        | ul. Fabryczna                | 12734        | ul. Adama Mickiewicza         | 19253        | ul. Rynek           |
| 08431        | ul. Jana Kilińskiego         | 12784        | ul. Mielecka                  | 21970        | ul. Szkolna         |
| 09572        | ul. Tadeusza Kościuszki      | 13124        | ul. Młynowa                   | 23860        | ul. Wenecja         |
| 09796        | ul. Krakowska                | 14834        | ul. Ogrodowa                  | 25547        | ul. Zamkowa         |
| 09828        | ul. bp. Ignacego Krasickiego | 48105        | ul. gen. Leopolda Okulickiego | 44713        | ul. Zamkowa-Osiedle |
| 10009        | ul. Krótka                   | 15679        | ul. Parafialna                | 01842        | ul. Borowa          |
| 10562        | ul. Kwiatowa                 | 16027        | ul. Piaski                    | –            | –                   |

Ponadto w mieście znajduje się skwer im. profesora Alfreda Majewskiego.

## Części miasta
Miasto zostało podzielone na siedem integralnych części. Niestandaryzowaną częścią miasta jest Osiedle Zamkowe.
| SIMC    | Nazwa        | Rodzaj       |
| ------- | ------------ | ------------ |
| 0980369 | Koło Bóżnicy | część miasta |
| 0980375 | Nad Wisłoką  | część miasta |
| 0980381 | Obozowisko   | cześć miasta |
| 0980398 | Piaski       | część miasta |
| 0980406 | Piekło       | część miasta |
| 0980412 | Podkierkucie | część miasta |
| 0980429 | Szubienica   | część miasta |

## Miasta partnerskie
- Iwonicz-Zdrój
- Lesko
- Leżajsk
- Lubaczów
- Sędziszów Małopolski[101]